# Neptunbrunnen (Berlin)

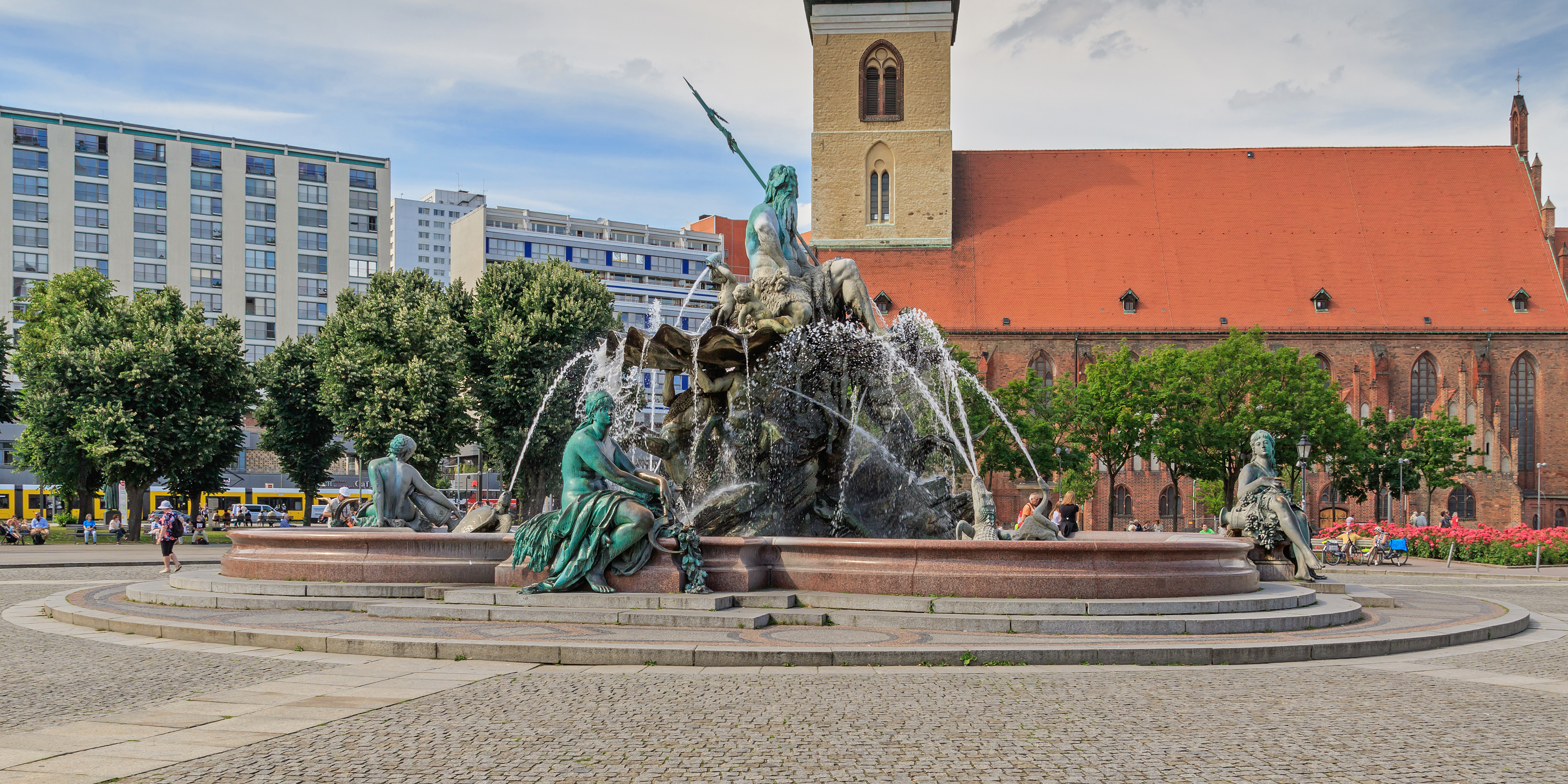
Neptunbrunnen med Mariakyrkan

Neptunbrunnen i Berlin gjordes 1891 och ritades av Reinhold Begas. Den romerska guden Neptunus är i brunnens mitt. Fyra kvinnor runt honom representerar de fyra stora floderna i Preussen vid den tid då brunnen skapades: Elbe (med allegoriska figurer som håller frukter och sädesax), Rhen (fisknät och vindruvor), Weichsel (träblock som symboler för skogsbruk) och Oder (getter och djurhudar). Weichsel ligger idag i sin helhet i Polen och är mer känd under sitt polska namn Wisła, medan Oder utgör gräns mellan Tyskland och Polen.
Fontänen flyttades från sin ursprungliga plats på Schlossplatz 1951, när det tidigare Berliner Stadtschloss revs. Efter det att fontänen restaurerats, sattes den 1969 upp mellan Mariakyrkan och Rotes Rathaus.

## Bildgalleri

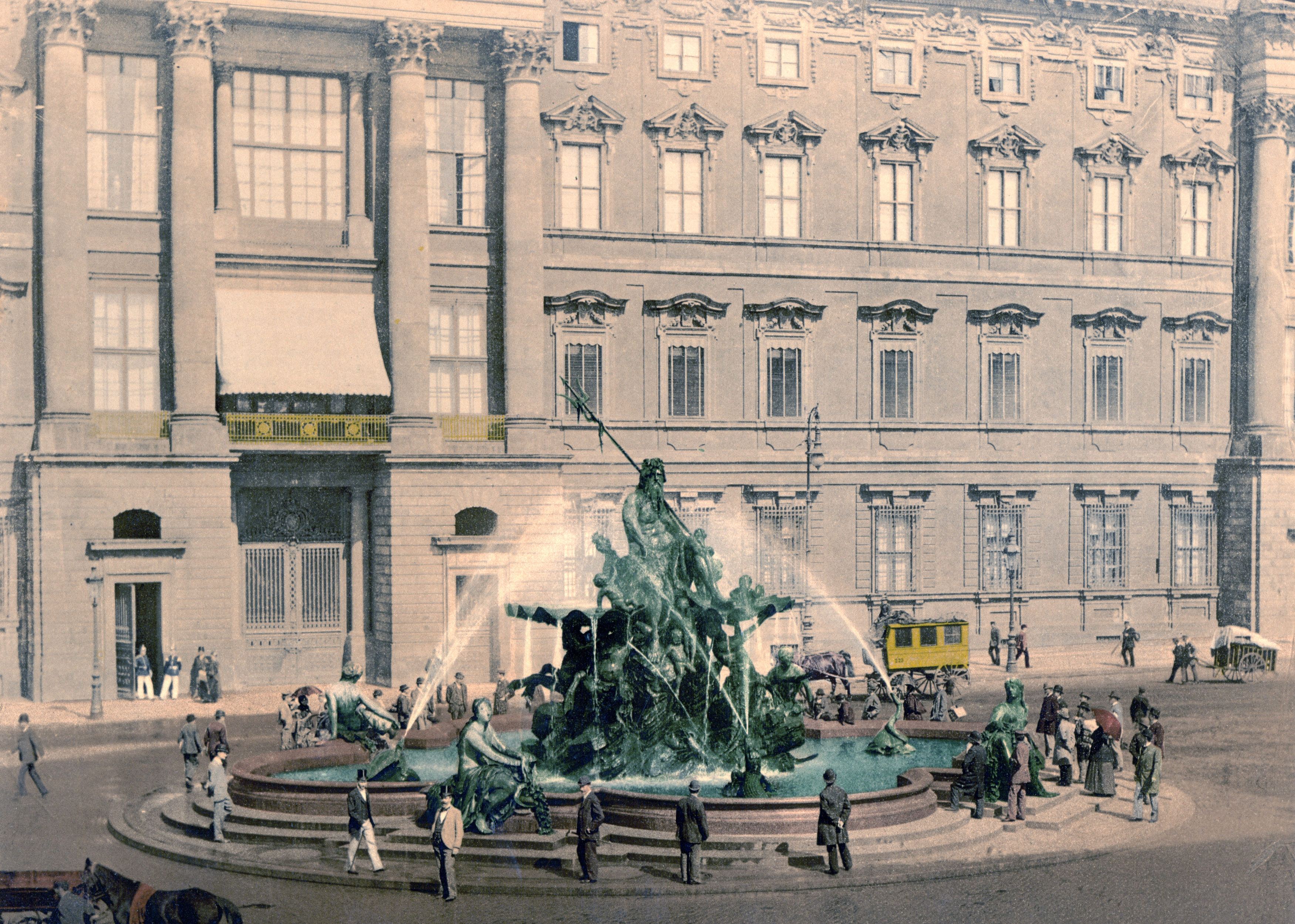
Neptunbrunnen på dess ursprungliga plats på Schlossplatz framför Schlossportal II
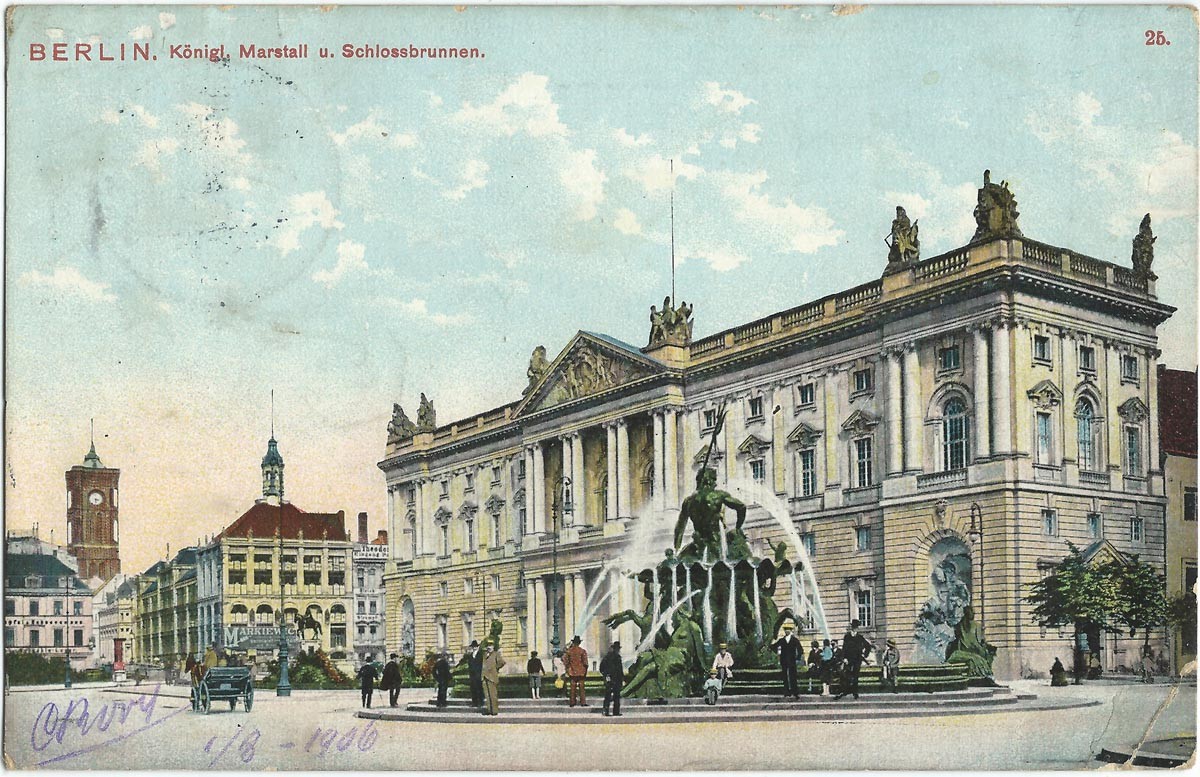
Neptunbrunen framför Alte Marstall omkring 1906
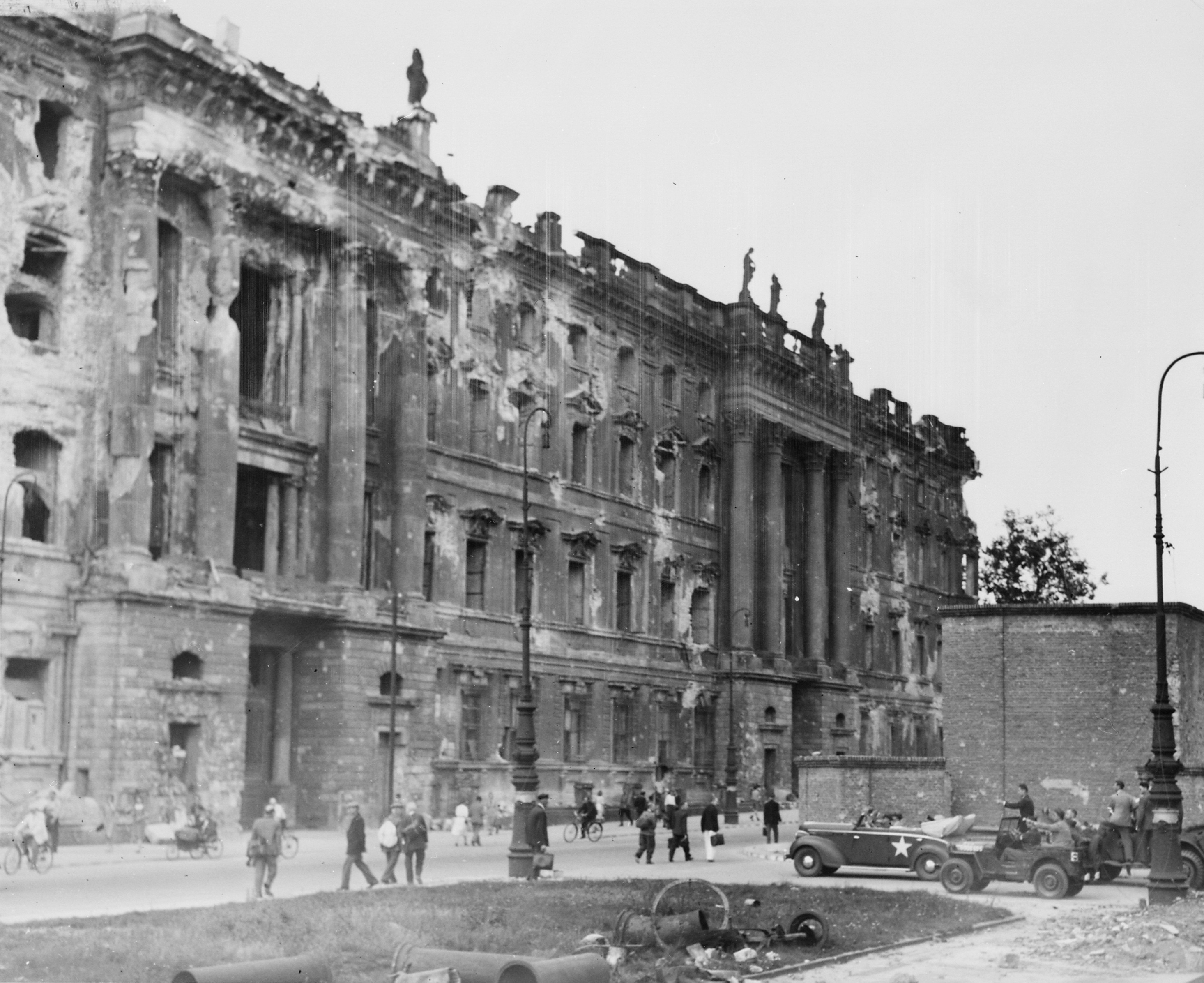
Den kringbyggda Neptunbrunnen vid Harry S. Trumans besök i Berlin 1945
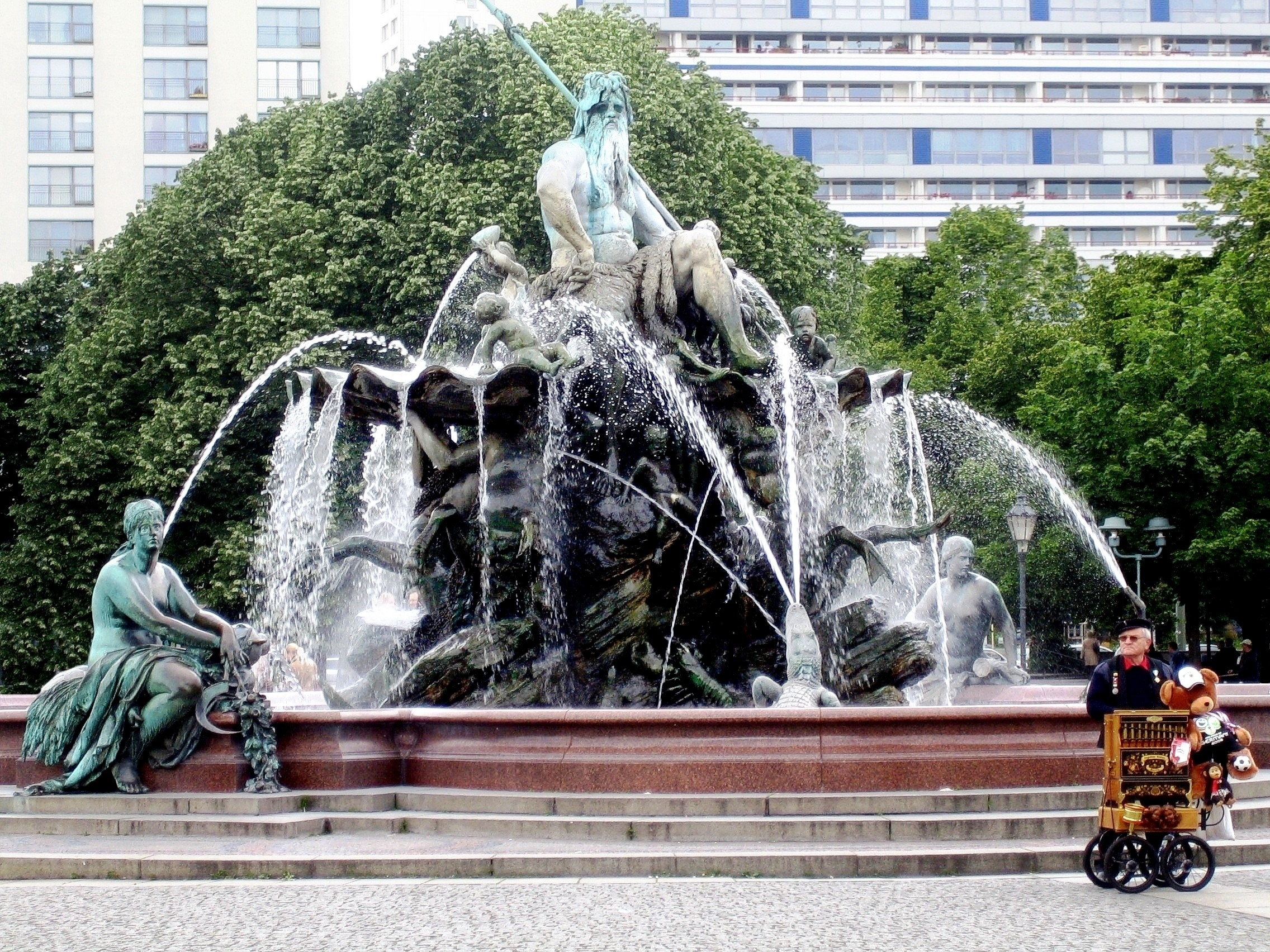
Neptunbrunnen
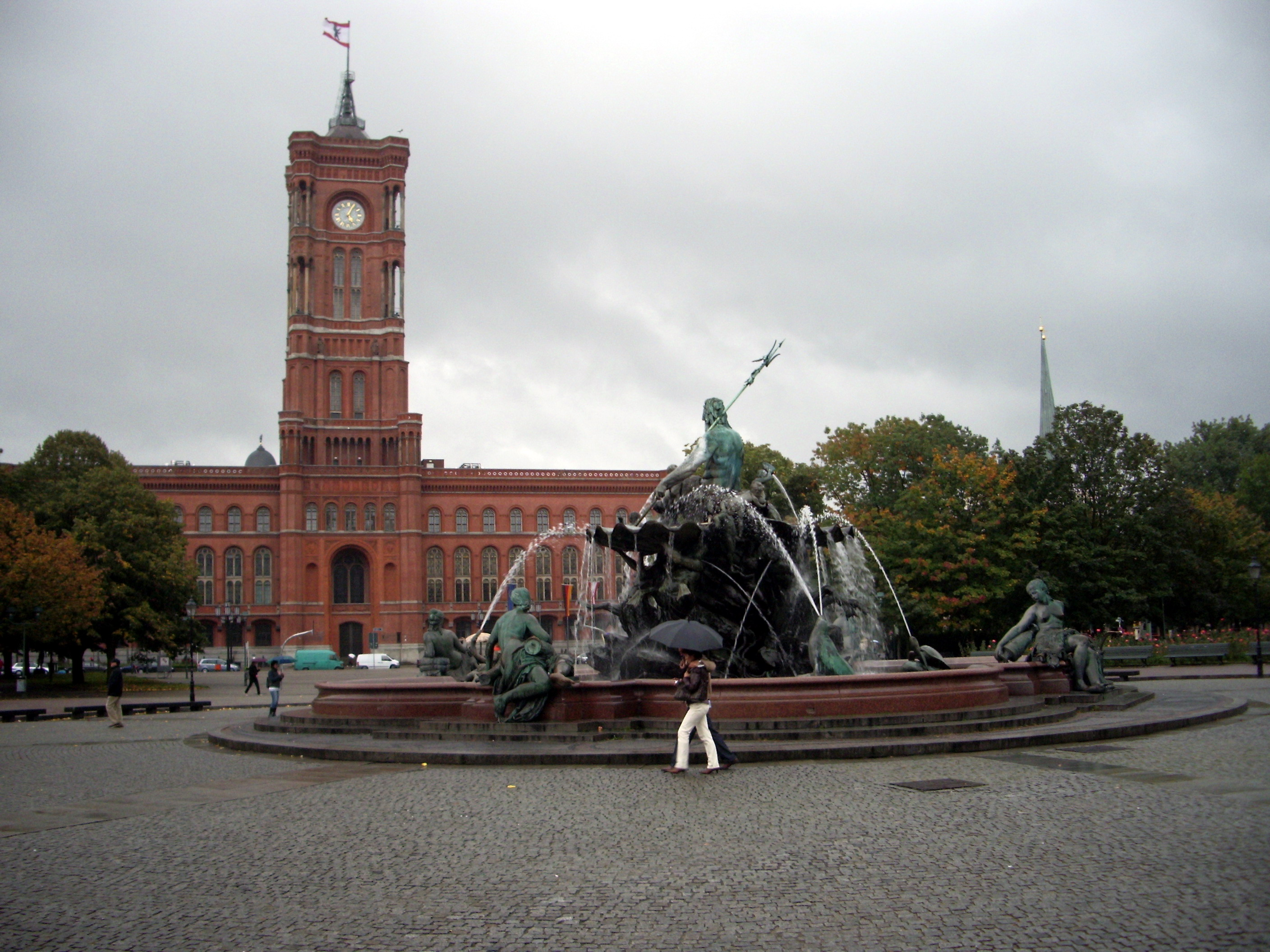
Neptunbrinnen med Rotes Rathaus 2007